# Diffusionismo
Il diffusionismo è una corrente ideologica in ambito antropologico, nata a fine Ottocento, che sosteneva che una cultura o tratti culturali possono diffondersi geograficamente; da qui la spiegazione alle somiglianze di alcuni tratti culturali simili appartenenti a civiltà anche molto distanti dal punto di vista spaziale.

## Storia
Precedenti teorie di questo tipo appartenevano al campo della filologia. I fratelli Grimm e Franz Bopp nello studio delle tradizioni orali e linguistiche indoeuropee sostennero ipotesi pre-diffusioniste. Max Müller, nel suo studio comparato delle religioni a fianco a componenti evoluzioniste, sosteneva connessioni dirette tra le cosmologie indiane e mediterranee. 
La corrente diffusionista vera e propria nacque però in contrapposizione alle teorie evoluzioniste secondo le quali ogni società avrebbe attraversato gli stessi stadi evolutivi. Tipica del diffusionismo è l'espressione "cerchi culturali" (Kulturkreise), che sta ad indicare aspetti culturali simili che si ritrovavano in zone diverse del pianeta. Con essa si sostiene che alcuni caratteri culturali partono da zone specifiche e si propagano geograficamente. Ad esempio la cultura dell'arco si espande e soppianta quella della lancia. Ciò implica una sostanziale non creatività delle società umane. 
Le trasmissioni possono avvenire attraverso commerci, conflitti bellici, migrazioni dei popoli. Uno dei primi e più importanti esponenti del diffusionismo fu Friedrich Ratzel. Egli sosteneva che i singoli oggetti culturali si propagassero, mentre i complessi culturali si trasmettono con le migrazioni. Un altro importante studioso, Wilhelm Schmidt, sacerdote cattolico, cercò di dimostrare una gerarchia temporale dell'origine delle popolazioni africane, con la conseguenza di stabilire che vi era stato un monoteismo primitivo, conosciuto dalla popolazione originaria direttamente da Dio. Tali approcci mostrano tuttavia come in realtà il rapporto tra diffusionismo ed evoluzionismo sia stato molto più complesso dell'apparente contrapposizione programmatica. Nei singoli autori delle due scuole si nota una grande varietà di teorie e permeabilità alle influenze reciproche.
Una particolare branca della corrente diffusionista è l'iperdiffusionismo, secondo la quale, l'unica civiltà di origine è stata quella egizia. Sostenitore di tale teoria è stato il britannico Grafton Elliot Smith (1871-1937), che pensava che la cultura e l'inventiva umana si sviluppassero solo in particolari condizioni; ciò si verificò in Egitto (4000 a.C.) grazie alla navigazione. In seguito la cultura egiziana si sarebbe diffusa in altre aree, perdendo via via che si allontanava dall'epicentro i suoi caratteri originali. L'infondatezza di tale ricostruzione minò la credibilità del diffusionismo britannico, soppiantato dagli approcci funzionalisti.
Negli Stati Uniti invece l'eredità diffusionista fu portata da Franz Boas, di scuola tedesca, che nel suo approccio particolarista mantiene alcuni elementi di questo tipo, pur con la grande cautela nel lanciarsi in interpretazioni teoriche che lo contraddistingueva. Il concetto di area culturale in particolare ha avuto grande successo ed ha trovato spazio anche in quadri teorici successivi. Negli Stati Uniti l'individuazione di aree e tratti culturali è centrale nell'opera di Alfred Kroeber. La scuola boasiana fa ricerca raccogliendo grandi moli di dati ed oggetti ed organizzandoli per tipologie e provenienze. Nell'antropologia europea invece è più frequente l'esecuzione di comparazioni di tradizioni, caratteristiche e tratti culturali su scala globale o regionale.